# Neisi Dajomesová
Neisi Patricia Barrera Dajomesová (* 12. května 1998 Puyo) je ekvádorská vzpěračka, soutěžící ve váhové kategorii do 76 kilogramů.
Třikrát po sobě vyhrála mistrovství světa juniorů ve vzpírání a 7. listopadu 2018 vytvořila juniorský světový rekord ve dvojboji výkonem 259 kg. V letech 2017, 2018 a 2019 se stala kontinentální šampiónkou a v roce 2019 získala zlatou medaili na Panamerických hrách. Na mistrovství světa ve vzpírání obsadila druhé místo v roce 2017 a třetí místo v letech 2018 a 2019.
Dvakrát startovala na olympiádě: v roce 2016 skončila na sedmém místě a v roce 2021 díky osobním rekordům 118 kg v trhu a 145 kg v nadhozu zvítězila a stala se první ženou z Ekvádoru, která získala zlatou olympijskou medaili. Na tokijské olympiádě měla být vlajkonoškou ekvádorské výpravy, ale pro pozitivním testu na covid-19 nebyla na zahajovací ceremoniál vpuštěna. Další testy však již byly negativní a umožnily jí soutěžit.
Pochází z rodiny kolumbijských uprchlíků, její příjmení je odvozeno od tradice dahomejských Amazonek. Její mladší sestra Angie Palaciosová je stříbrnou medailistkou z juniorského světového šampionátu.